# Hannivka-Vîrivska, Bilopillea
Hannivka-Vîrivska (în ucraineană Ганнівка-Вирівська) este localitatea de reședință a comunei Hannivka-Vîrivska din raionul Bilopillea, regiunea Sumî, Ucraina.

## Demografie
Componența lingvistică a localității Hannivka-Vîrivska
     Ucraineană (97,06%)
     Rusă (2,65%)
     Alte limbi (0,15%)
Conform recensământului din 2001, majoritatea populației localității Hannivka-Vîrivska era vorbitoare de ucraineană (97,06%), existând în minoritate și vorbitori de rusă (2,65%).